# Бабич Юрій Іванович
Ю́рій Іва́нович Ба́бич (нар. 2 лютого 1957, м. Збараж Тернопільської області, Україна) — український архітектор. Член Національної спілки архітекторів України.

## Життєпис
Народився 1957 року в місті Збаражі Тернопільської області. У 1981 році закінчив архітектурний факультет Київського інженерно-будівельного інституту. Творчу діяльність розпочав у 1983 році.
Засновник та керівник Архітектурно-будівельної фірми «Брама-АБФ» (м. Біла Церква) та Творчої архітектурної майстерні «Бабич» (ТАМ «Бабич», м. Київ).

## Втілені проекти
- Храмовий комплекс з ландшафтним парком у Буках
- Будинок Промінвестбанку у Білій Церкві
- Храм-каплиця св. Георгія Побідоносця (Біла Церква)
- Стоматологічна клініка «Бєладент» (Біла Церква)
- Дім «Константа» на березі р. Стугна
- Реконструкція Торгового центру у м. Біла Церква
- Дитячий торговельно-розважальний центр у м. Біла Церква.
- ЖК «Поділ Престиж» (ТАМ «Бабич»)
- Пам'ятник Шолом-Алейхему у м. Біла Церква (2018)[1]

## Відзнаки
- Багаторазовий лауреат Всеукраїнських оглядів-конкурсів на найкращий архітектурний твір (1997, 2001, 2003, 2004, 2005, 2007, 2009, 2010).
- Лауреат Першої премії конкурсу «Стиль. Бездоганність. Краса».
- Лауреат Державної премії України в галузі архітектури за архітектуру Храмового комплексу з ландшафтним парком у с. Буках Сквирського району Київської області.[2]